# Gianni Clerici
Gianni Clerici, all'anagrafe Giovanni Clerici (Como, 24 luglio 1930 – Bellagio, 6 giugno 2022), è stato un tennista, giornalista, scrittore, drammaturgo e poeta italiano.
Considerato uno dei maggiori esperti di tennis del mondo, tanto da essere soprannominato "Lo scriba del tennis", per il numero e la qualità delle sue pubblicazioni è stato inserito nel 2006 nella International Tennis Hall of Fame, secondo italiano presente dopo Nicola Pietrangeli (insignito del riconoscimento nel 1986).
Nel 2023 gli Internazionali d'Italia gli hanno intitolato la sala stampa.

## Carriera

### Come tennista
Nel corso della sua attività tennistica, ha vinto due titoli nazionali juniores di doppio con Fausto Gardini (1947 e 1948) e, sempre da juniores, ha raggiunto la finale del singolare nel 1950. Sempre nel 1950 ha conquistato la "Coppa de Galea" a Vichy; nel 1952 ha vinto il "Monte Carlo New Eve Tournament". Come singolarista ha partecipato al torneo di Wimbledon del 1953 e al Roland Garros del 1954, fermandosi sempre al primo turno.

### Come giornalista
(Italo Calvino)
Dopo aver collaborato dal 1951 al 1954 con La Gazzetta dello Sport e nel 1954 con Sport Giallo e Il Mondo, Clerici nel 1956 divenne inviato e poi editorialista de Il Giorno, col quale collaborò fino al 1988. Dal 1988 scrisse per L'Espresso e la Repubblica. Ha dedicato al tennis varie pubblicazioni: nel 1965 Il vero tennis, nel 1972 Il tennis facile, nel 1978 Il grande tennis. Del 1974 è la prima edizione della sua opera più famosa, 500 anni di tennis, tradotta in Francia, Gran Bretagna, Germania, Giappone e Spagna e più volte ristampata e aggiornata. Nel 1984 ha pubblicato in Francia la biografia di Suzanne Lenglen, sei volte vincitrice di Wimbledon, uscita in Italia soltanto nel 2002.
Ha scritto più di 6 000 articoli sportivi ed è stato uno dei commentatori tecnici italiani più importanti, al fianco di Rino Tommasi. Nel 2002 lo stile delle loro telecronache è stato messo in risalto anche dal settimanale americano "TIME" in un articolo dal titolo Tennis, Italian Style. Nel 1987 ha vinto il “Premio Vallecorsi” come miglior giornalista italiano dell'anno e nel 1992 il premio “Penna d'Oro” come miglior editorialista italiano. L'ultimo quotidiano per cui ha scritto è stato la Repubblica, di cui è stato una delle firme più importanti. Durante Wimbledon 2011, la storica coppia Tommasi-Clerici è stata sciolta a causa della decisione di Sky di far commentare le partite del torneo inglese dagli studi di Milano e non più sul posto a Londra. Clerici ha continuato a scrivere per La Repubblica durante il corso del torneo.
Nel 2010 è uscita la sua biografia autorizzata, scritta da Veronica Lavenia e Piero Pardini, edita da Le Lettere Firenze, Il cantastorie instancabile - Gianni Clerici lo scrittore, il poeta il giornalista e nel 2015 ha pubblicato la "bio-eterografia" Quello del tennis. Storia della mia vita e di uomini più noti di me.
Dopo la morte, avvenuta il 6 giugno 2022, la famiglia ha deciso di donare il suo archivio e la sua biblioteca (tra le più complete al mondo per quanto riguarda il tennis) al Centro di Documentazione e Ricerca "Raccolte Storiche" dell'Università Cattolica del Sacro Cuore di Brescia.

## Curiosità
- Nel 1975 visionò un incontro juniores di John McEnroe: individuato immediatamente il suo talento, consigliò a Sergio Tacchini di metterlo subito sotto contratto, garantendo di tasca propria l'investimento fino ai 100 000 dollari.[11]
- Durante gli US Open del 1987 Gianni Clerici andò a vedere un match del torneo juniores, in cui era impegnato quello che Bud Collins considerava un giovane talento del tennis americano, Michael Chang. A fine partita, Clerici consigliò tuttavia a Sergio Tacchini di mettere sotto contratto il vincitore dell'incontro, Pete Sampras. Chang nel 1989 avrebbe vinto il Roland Garros, mentre in quell'anno Sampras non era neanche tra i primi cento del mondo.[12][13]
- Ha coniato l'espressione "erba battuta" per sottolineare il rallentamento del fondo erboso di Wimbledon.[14]
- Al tempo in cui non si utilizzava ancora l'"occhio di falco", coniò il termine "semiriga" per indicare l'impossibilità di stabilire con certezza se la pallina fosse dentro o fuori.[15]
- Rino Tommasi lo ha ribattezzato "Dottor Divago" per la sua nota passione per la divagazione.[16]
- Al Festivaletteratura di Mantova (2009) ha dichiarato: "Non sono un "reporter", i setter riportano. Sono un giornalista che narra quello che altrimenti non avreste modo di sapere".
- Detiene il record di sei sconfitte e nessuna vittoria agli Internazionali di Roma.
- Ha coniato anche l'espressione "doppio errore", preferendola a "doppio fallo".[17]
- Rino Tommasi ha scritto di lui: "Non sempre nelle sue cronache troverete il risultato dell'incontro, ma troverete sempre la spiegazione della vittoria di un giocatore sul proprio avversario".[18]

## Opere
- Il vero tennis, Longanesi 1965
- Fuori rosa, romanzo breve, Vallecchi 1966
- Il tennis facile, Arnoldo Mondadori Editore 1972
- Quando viene il lunedì, Arnoldo Mondadori Editore 1974; contiene i romanzi brevi di ambientazione calcistica Altri clown e Fuori rosa, più quello di ambientazione tennistica I gesti bianchi (in seguito re-intitolato Costa Azzurra 1950)
- 500 anni di tennis, Arnoldo Mondadori Editore 1974, ristampato e aggiornato nel 1987, 2004, 2006, 2007, 2008, 2013
- Il grande tennis, Arnoldo Mondadori Editore 1978
- Ottaviano e Cleopatra, opera teatrale, 1987 (premio Vallecorsi)
- Cuor di gorilla (vero titolo "Darwin contro Mango"), romanzo, Arnoldo Mondadori Editore 1988
- I gesti bianchi (Alassio 1939 - Costa Azzurra 1950 - Londra 1960), raccolta di 3 romanzi brevi, Baldini & Castoldi 1995
- Tenez tennis, opera teatrale, 1995 (presentata alla Biennale di Venezia)
- Il giovin signore, romanzo, Baldini & Castoldi 1997
- Suzanne Lenglen, opera teatrale, 2000 (Teatro Belli, Roma)
- Divina. Suzanne Lenglen, la più grande tennista del XX secolo, Corbaccio 2002
- Alassio 1939, romanzo, Baldini & Castoldi 2004
- Erba rossa, romanzo, Fazi 2004
- Postumo in vita, poesie, Sartorio 2005
- Zoo. Storie di bipedi e altri animali, racconti, Rizzoli 2006
- Mussolini. L'ultima notte, romanzo, Rizzoli 2007
- Mussolini l'ultima notte, opera teatrale, 2007 (Teatro Valle, Roma)
- Una notte con la Gioconda, racconti, Rizzoli 2008
- Divina. Suzanne Lenglen, la più grande tennista del mondo, edizione economica, Fandango 2010
- Gianni Clerici agli Internazionali d'Italia. Cronache dello scriba. 1930-2010, Rizzoli 2010
- Il suono del colore, poesie, Fandango, 2011
- Australia Felix, romanzo, Fandango, 2012 - ISBN 9788860442529
- Wimbledon. Sessant'anni di storia del più importante torneo del mondo, Mondadori, 2013 - ISBN 9788804630708
- Quello del tennis. Storia della mia vita e di uomini più noti di me, autobiografia, Mondadori, 2015 - ISBN 9788804656456
- Il tennis nell'arte. Racconti di quadri e sculture dall'antichità a oggi, Mondadori, 2018
- 2084. La dittatura delle donne, Baldini e Castoldi, 2020
- Il tennis facile. Manuale illustrato per neofiti e cultori del gioco (con Riccardo Piatti), Baldini e Castoldi, 2021
- Gesti bianchi a Milano (postumo, raccolta di articoli), la Repubblica, 2022